# 錫布穆克湖 (緬因州)
錫布穆克湖（英語：Seboomook Lake）是位於美國緬因州薩默塞特縣的一個未組織地區。

## 地方資料
錫布穆克湖的面積為3715.80平方千米，當中陸地面積為3628.40平方千米，而水域面積為87.40平方千米。根據2020年美國人口普查的數據，當地共有人口23人，而人口密度為每平方千米0.01人。